# Parti des retraités (Italie)
Pour les articles homonymes, voir Parti des retraités.
 (juin 2018).
Si vous disposez d'ouvrages ou d'articles de référence ou si vous connaissez des sites web de qualité traitant du thème abordé ici, merci de compléter l'article en donnant les références utiles à sa vérifiabilité et en les liant à la section « Notes et références ».
Le Parti des retraités (en italien : Partito Pensionati, abrégé en PP) est un parti politique italien fondé à Milan le 19 octobre 1987 par Carlo Fatuzzo.

## Historique
C'est un parti politique italien mineur rallié à l'Union en 2006. En 2008, il annonce qu'il rompt avec le centre-gauche et rejoint un temps le processus de création du Peuple de la liberté (PdL).
Au Parlement européen, son député fait partie du Parti populaire européen.
Le 25 mars 2009, Carlo Fatuzzo, son leader, déclare : « Le Parti des retraités n'a pas rejoint le PdL, ni ne le rejoindra dans le futur, étant donné qu'il constitue le dernier rempart qui défende les retraités et les catégories sociales les plus faibles ». Le Parti sera donc présent avec son symbole aux prochaines élections régionales et européennes. Finalement, pour les élections européennes de juin 2009, il se présente en cartel électoral, baptisé « L'Autonomie » avec La Droite, le Mouvement pour les autonomies et l'Alliance de centre.
Lors des élections générales italiennes de 2013, il se coalise en janvier 2013 avec Le Peuple de la liberté mais ses 54 854 voix (0,16 %) à la Chambre et ses 123 457 voix (0,40 %) au Sénat ne lui permettent d'obtenir aucun élu.
Lors des élections suivantes, en mars 2018, Carlo Fatuzzo fait son retour à la Chambre, élu sur une liste de Forza Italia.